# Achiam

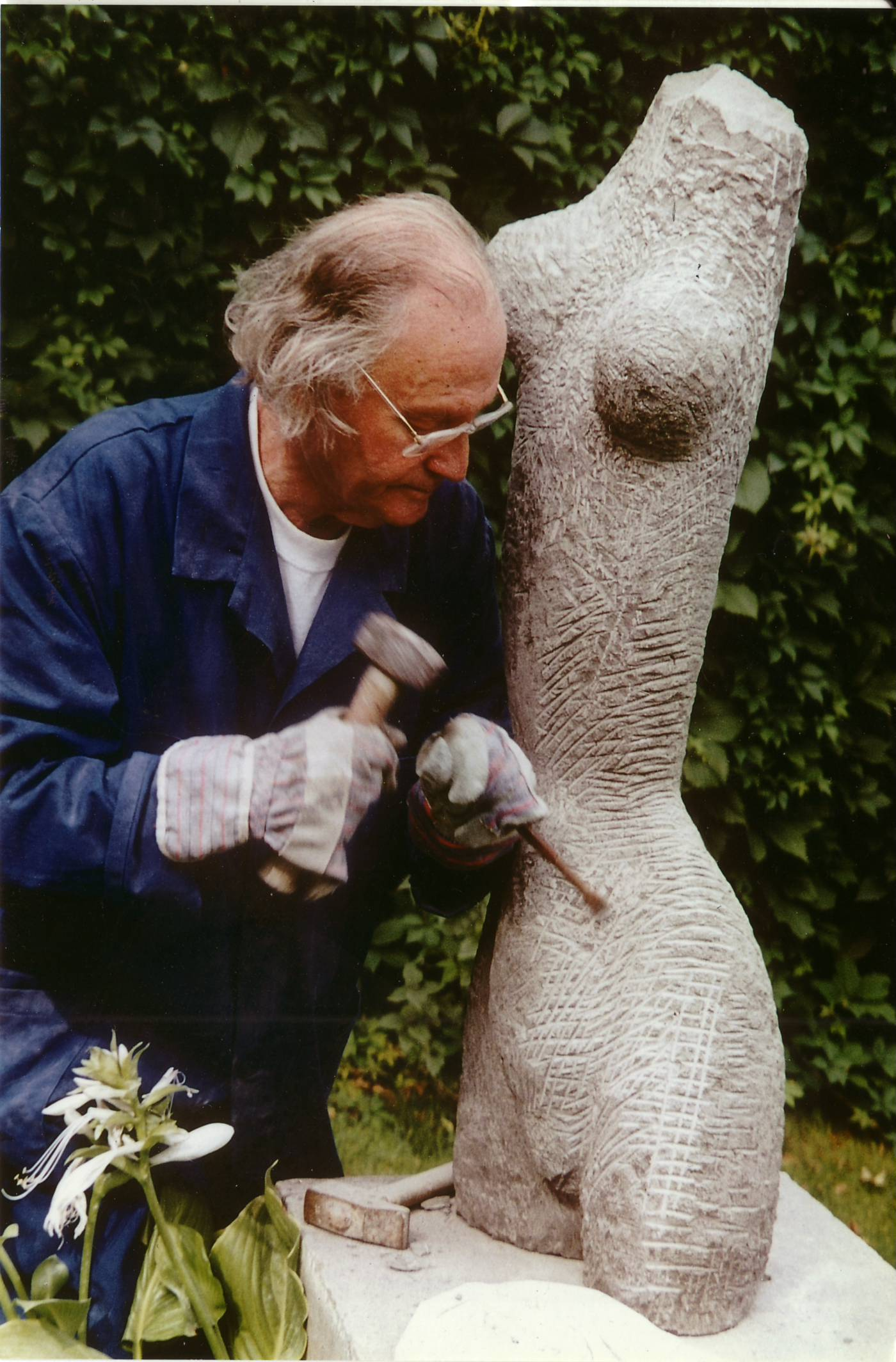
Achiam (1993) arbeitet am Torso einer Tänzerin

Ahiam Shoshany, genannt Achiam, (hebräisch אחיעם שושני‎; * 10. Februar 1916 in Bet Gan, Palästina; † 26. März 2005 in Paris, Frankreich) war ein französisch-israelischer Bildhauer.

## Leben und Werk
Achiam arbeitete mit seinem Vater und Bruder auf einer Farm in Palästina und er erhielt eine Ausbildung an einer Landwirtschaftsschule. Nach dem Tode seines Vaters und Bruders lebte und arbeitete er den größten Teil seines Lebens in Frankreich und hatte sowohl die israelische als auch französische Staatsbürgerschaft. 
Als Bildhauer wurde er von Zeev Ben Zvi ausgebildet und arbeitete ab 1945 in einem Steinbruch bei Jerusalem. 1947 zog er nach Prag, wo er seinen ersten Preis in einem internationalen Wettbewerb gewann, der für ein Monument für Lidice ausgeschrieben war. Später reiste er nach Paris, wo er das Werk von Jean Dubuffet kennenlernte. Er besuchte verschiedene Ateliers, unter anderem von Ossip Zadkine und Constantin Brâncuși, und Steinbildhauer in Steinbrüchen. 
Er kreierte figurative Werke mit abstrakten Formen aus Basalt, Granit, Alabaster und Serpentinit, Quarzit, Sandstein, Kalkstein und Marmor. Achiam fertigte auch Werke aus Holz und Bronze.

## Ausstellungen
Bereits 1948 konnte Achiam Werke in der renommierten Galerie René Drouin in Paris ausstellen.
Man nahm ihm zum Teil übel, dass er in Frankreich in Sèvres lebte und arbeitete und nicht in Israel, wo er regelmäßig ausstellte. Eine wichtige Ausstellung von ihm wurde 1993 in Tefen-Skulpturengarten in Tefen abgehalten. 2003 wurde ihm ein Museum mit seinen Werken gewidmet, das Achiam Sculpture Museum im Fort Shuni, das ein Teil des archäologischen Platzes Caesarea Maritima bei Binyamina in Israel ist.
19 Werke von ihm befinden sich bei seinem Wohnhaus in Sèvres, die sich entlang eines Skulpturenwegs befinden, die gemeinsam von der  Communauté d'agglomération Arc de Seine von Chaville, Issy-les-Moulineaux, Meudon, Vanves und Ville-d’Avray im Département Hauts-de-Seine gestiftet wurden.

## Symposien
Achiam nahm als Steinbildhauer regelmäßig an Bildhauersymposien teil:
- 1960 am Zweiten Symposion Europäischer Bildhauer in Sankt Margarethen im Burgenland in Österreich mit Goliath
- 1963 am Symposion Forma Viva in Portorož in Slowenien mit Hommage aux patriotes tombés pour la liberté
- 1991 am Symposion Tefen-Skulpturengarten in Israel

## Fotogalerie

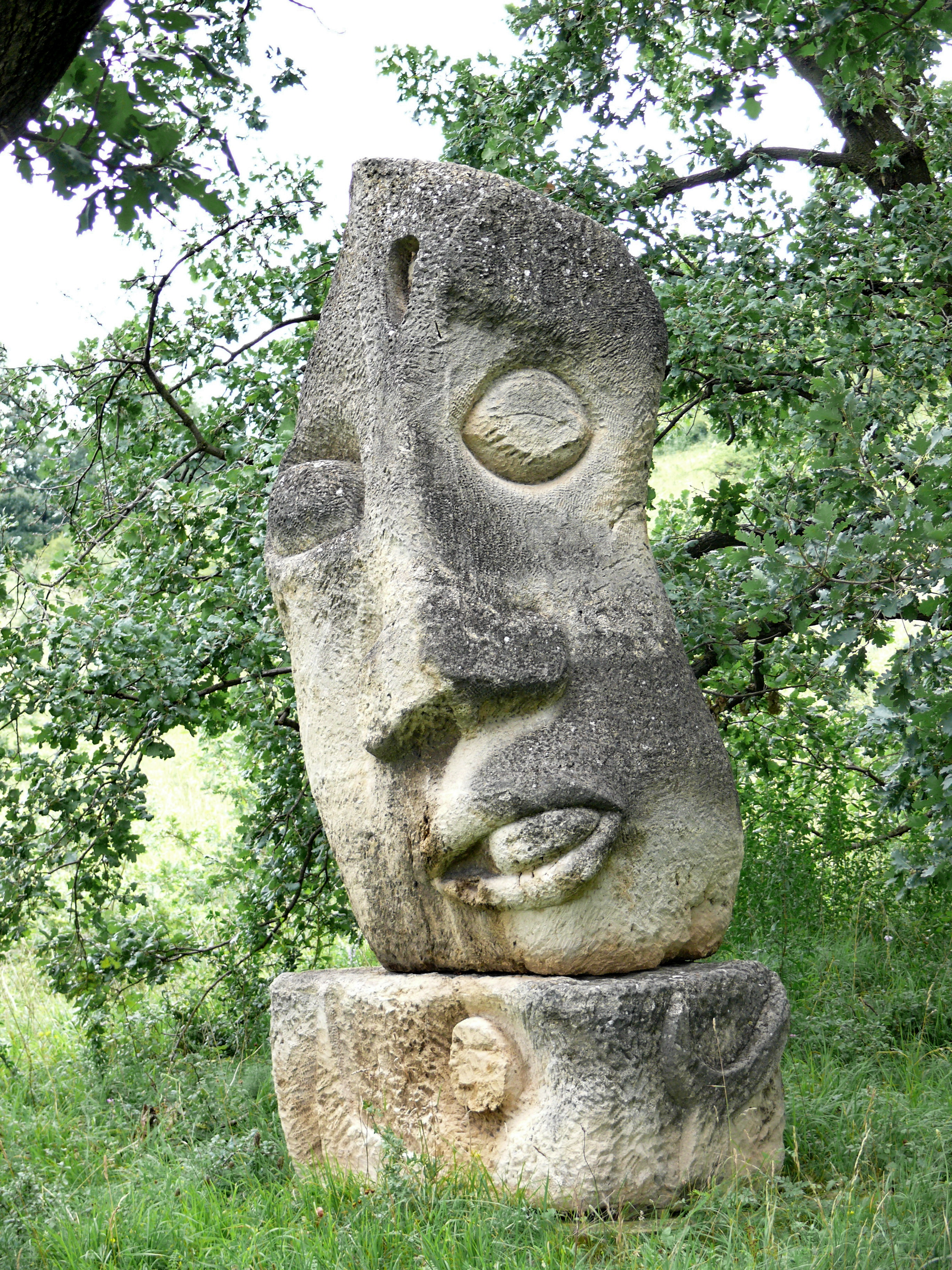
Goliath (1961)
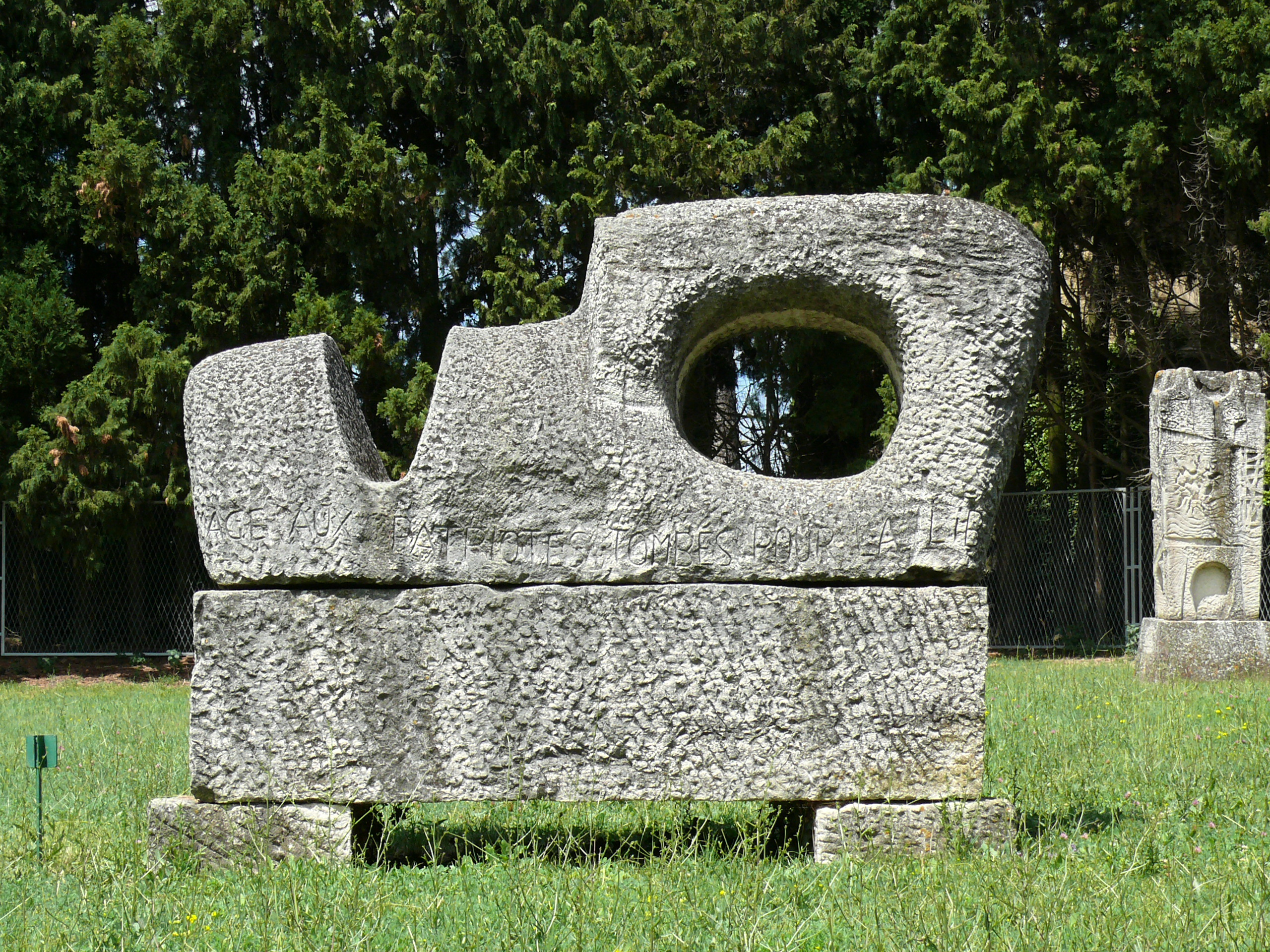
Hommage aux patriotes tombés pour la liberté (1963)
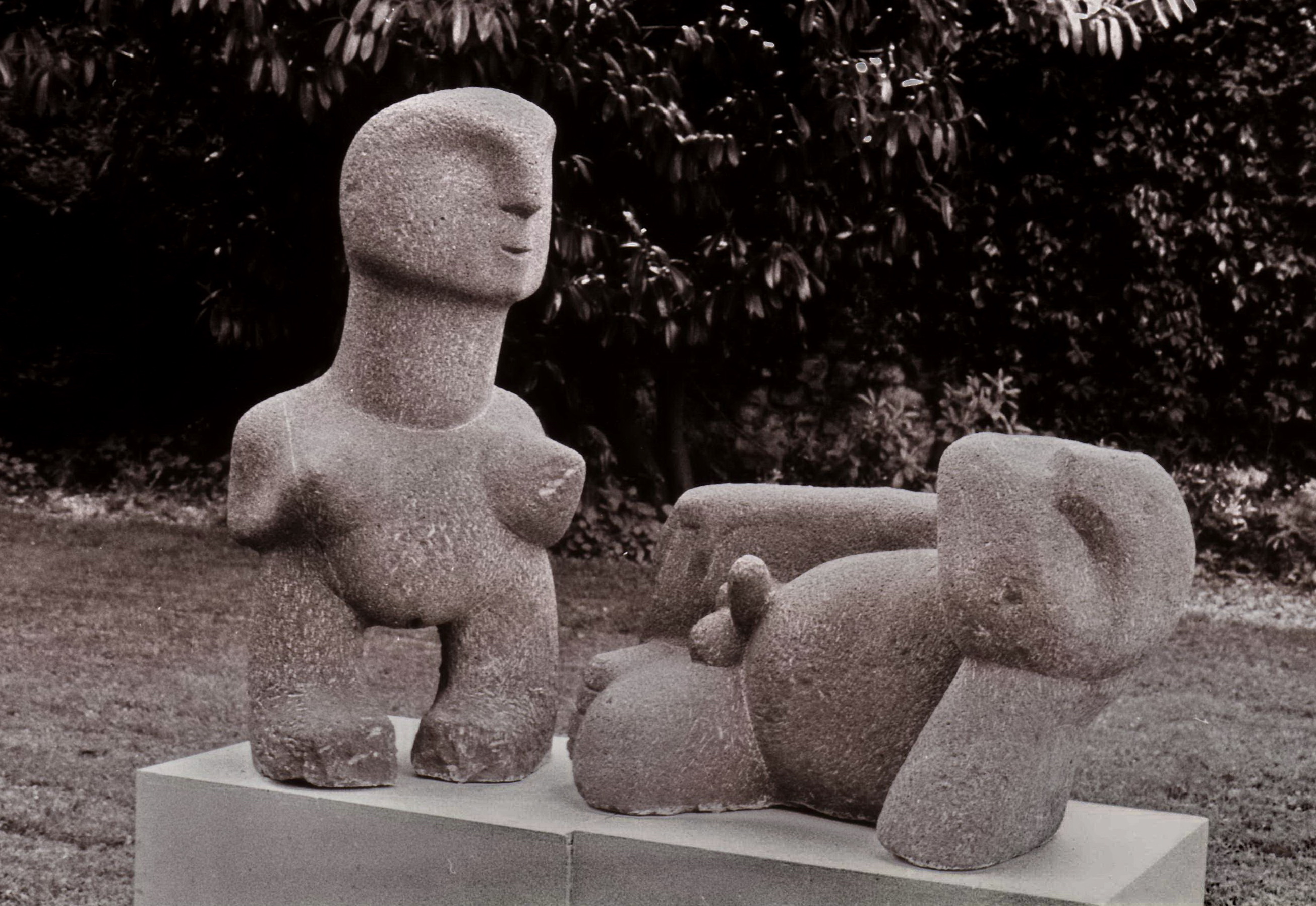
Adam & Eve (1991) in Tefen
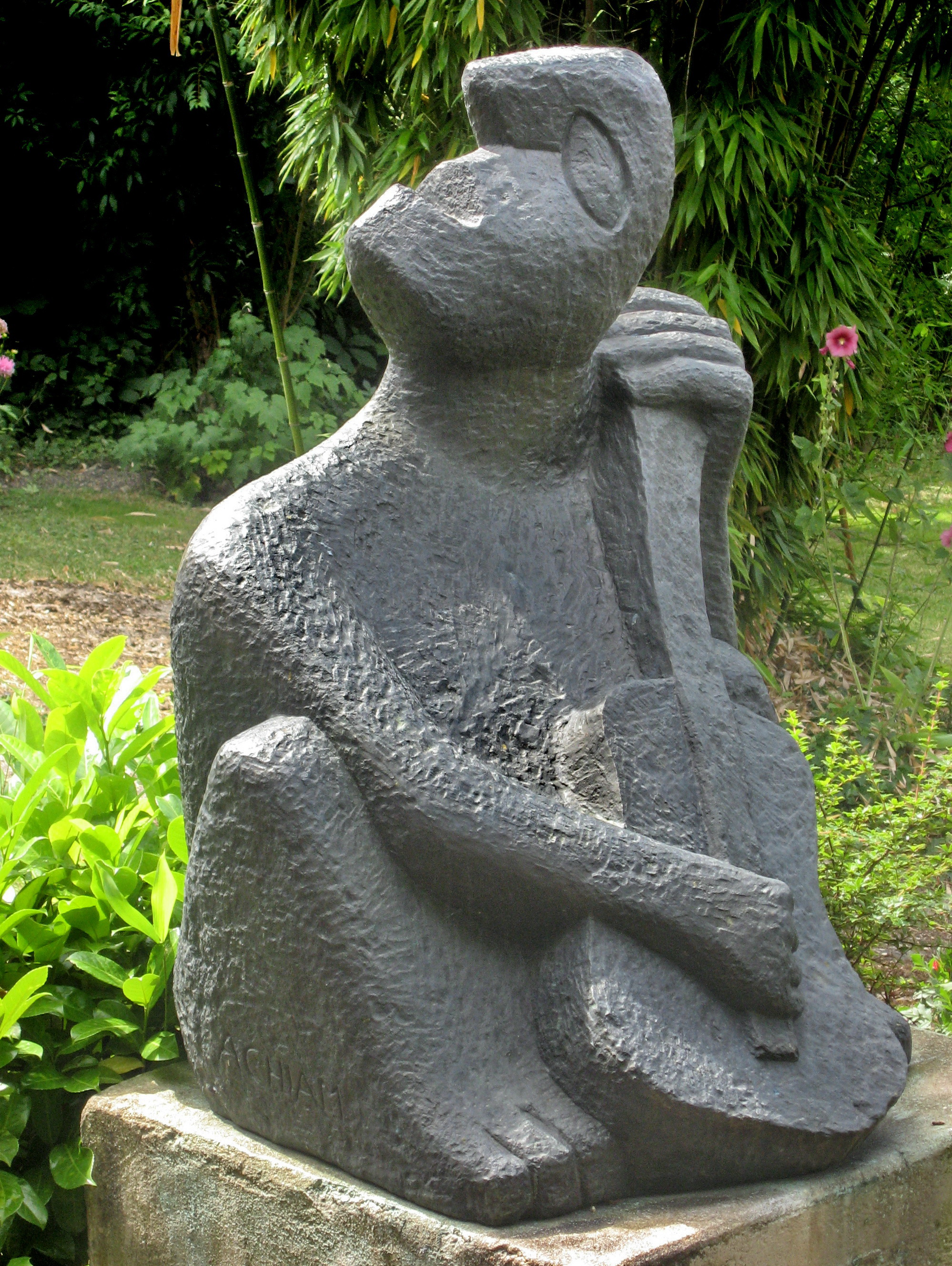
Joueur de guitare